# Kurixalus wangi
Espèce
Kurixalus wangi est une espèce d'amphibiens de la famille des Rhacophoridae.

## Répartition
Cette espèce est endémique de Taïwan. Elle se rencontre dans le Sud du comté de Pingtung jusqu'à 500 m d'altitude.

## Description
Les mâles mesurent de 28,6 à 31,6 mm et les femelles de 30,8 à 37,1 mm.

## Étymologie
Cette espèce est nommée en l'honneur de Chin-shiang Wang parfois transcrit Ching-shong Wang.

## Publication originale
- Wu, Huang, Tsai, Lin, Jhang & Wu, 2016 : Systematic revision of the Taiwanese genus Kurixalus members with a description of two new endemic species (Anura, Rhacophoridae). ZooKeys, no 557, p. 121–158 (texte intégral).